# Rubén Pagnanini
Rubén Pagnanini (31 de janeiro de 1949) é um ex-futebolista argentino. Foi campeão do mundo pela seleção de seu país na Copa do Mundo FIFA de 1978.